# Natação nos Jogos Pan-Americanos de 2007 - 100 m peito masculino
O evento dos 100 m peito masculino nos Jogos Pan-Americanos de 2007 foi realizado no Rio de Janeiro, Brasil, de 16 a 18 de julho de 2007.
As três primeiras rodadas eliminatórias tiveram um total de 20 nadadores. Os dezesseis nadadores mais rápidos se classificaram à fase semifinal. Esta fase foi composta por duas baterias de oito atletas cada, e os oito mais rápidos avançaram à final.
Scott Dickens foi o medalhista de ouro, quebrando uma sequência de nove títulos seguidos dos Estados Unidos. Antes dele, apenas outro atleta de outro país havia vencido: o brasileiro José Fiolo, que ganhou o ouro na primeira edição da prova, em 1967.

## Medalhistas
| Ouro   | CAN Scott Dickens |
| Prata  | USA Mark Gangloff |
| Bronze | CAN Mathieu Bois  |

## Recordes
| Recorde mundial       | Brendan Hansen (USA) | 59.13   | 01 de agosto de 2006 | Irvine        |
| Recorde pan-americano | Mark Gangloff (USA)  | 1:00.95 | 11 de agosto de 2003 | Santo Domingo |

## Resultados
| Posição | Nadador                       | Eliminatórias | Eliminatórias | Semifinais | Semifinais | Final   |
| Posição | Nadador                       | Tempo         | Posição       | Tempo      | Posição    | Tempo   |
| ------- | ----------------------------- | ------------- | ------------- | ---------- | ---------- | ------- |
| 1       | Scott Dickens (CAN)           | 1:01.94       | 1             | 1:01.65    | 3          | 1:01.20 |
| 2       | Mark Gangloff (USA)           | 1:02.05       | 1             | 1:00.24    | 1          | 1:01.24 |
| 3       | Mathieu Bois (CAN)            | 1:02.34       | 3             | 1:02.20    | 4          | 1:01.83 |
| 4       | Henrique Barbosa (BRA)        | 1:02.53       | 4             | 1:01.47    | 2          | 1:01.93 |
| 5       | Felipe Lima (BRA)             | 1:03.84       | 9             | 1:03.02    | 6          | 1:02.65 |
| 6       | Christian Schurr (USA)        | 1:03.18       | 6             | 1:03.00    | 5          | 1:03.12 |
| 7       | Alfredo Jacobo (MEX)          | 1:02.99       | 5             | 1:03.02    | 6          | 1:03.74 |
| 8       | Daniel Velez (PUR)            | 1:04.53       | 11            | 1:03.76    | 8          | 1:04.12 |
|         |                               |               |               |            |            |         |
| 9       | Cristian Soldano (ARG)        | 1:03.81       | 8             | 1:04.08    |            |         |
| 10      | Sergio Ferreyra (ARG)         | 1:03.32       | 7             | 1:04.57    |            |         |
| 11      | Andrei Cross (BAR)            | 1:04.14       | 10            | 1:04.73    |            |         |
| 12      | Bradley Ally (BAR)            | 1:04.56       | 12            | 1:04.82    |            |         |
| 13      | Edgar Crespo (PAN)            | 1:04.95       | 13            | 1:05.14    |            |         |
| 14      | Leopoldo Andara (VEN)         | 1:06.02       | 14            | 1:05.57    |            |         |
| 15      | Rohan Pinto (VEN)             | 1:06.93       | 16            | 1:07.59    |            |         |
| 16      | Genaro Prono (PAR)            | 1:06.29       | 15            | 1:07.99    |            |         |
|         |                               |               |               |            |            |         |
| 17      | Bastian de Nordenflycht (CHI) | 1:07.31       |               |            |            |         |
| 18      | Kevin Hensley (ISV)           | 1:07.47       |               |            |            |         |
| 19      | Brad Hamilton (JAM)           | 1:10.57       |               |            |            |         |
| —       | Francisco Picasso (URU)       | DNS           |               |            |            |         |